# Esteve de Garret
Esteve de Garret (Tortosa, 15de eeuw - overleden op 23 januari 1523) was aartsdiaken in Tortosa en werd op 22 juli 1515 48ste president van de Generalitat de Catalunya. Hij heeft zijn triënnaat dag op dag in 1518 beëindigd.
Hij was de zoon van Otto van Garret en Maria van Garidell. Hij zou ook familiale banden hebben met de Valenciaan Roderic de Borja uit Xàtiva, de latere paus Alexander VI. In Tortosa was hij kanunnik en van 1497 tot 1500 oïdor, (letterlijk: luisteraar), een juridische functie in rechtszaken voor een persoon die mocht toehoren en zijn oordeel geven. Hij was pastoor in Gandesa omstreeks 1499, procurator van Alfons van Aragon, aartsbisschop van het Tarragona en voormalige president van de Generalitat. Vanaf 1513 is hij prior in Flix.
Hij heeft voor de kathedraal van Tortosa een kapel gewijd aan het Heilig Graf laten bouwen en de opdracht gegeven voor een reliekhouder, de zogenaamde relicari dels Serafins. Samen met zijn mandaat als president voerde hij ook opdrachten voor de inquisitie uit.